# Karl Dick
Karl Dick (* 24. April 1858 in Jülich; † 30. Dezember 1928 in Berlin-Schmargendorf) war ein deutscher Admiral der Kaiserlichen Marine.

## Leben
Karl Dick trat am 21. April 1877 als Kadett in die Kaiserliche Marine ein und absolvierte seine Grundausbildung. Nach dem Besuch der Marineschule avancierte er bei der II. Matrosendivision am 16. November 1880 zum Unterleutnant zur See. Er versah ab April 1882 in der Folge Dienst als Wachoffizier auf der Hyäne und Carola. Anschließend war er wieder bei der II. Matrosendivision als Kompanieoffizier und stieg Mitte April 1884 zum Leutnant zur See auf. Diese Tätigkeit wurde durch Verwendungen als Wachoffizier auf der Grille und als Kommandant auf dem Torpedoboot S 6 unterbrochen. Von Januar bis April 1886 gehörte Dick zum Schiffstamm der Prinz Adalbert und war anschließend bis Mitte April 1888 Wachoffizier auf der Kreuzerfregatte. Dick stand dann bis Ende September 1888 zur Verfügung der II. Marineinspektion und war zeitweise als Wachoffizier auf der Hohenzollern kommandiert. Daran schloss sich eine einjährige Verwendung als Adjutant der II. Matrosendivision sowie seine Kommandierung zum Stab der Marinestation der Nordsee an. In dieser Eigenschaft wurde er am 7. April 1891 Kapitänleutnant und war vom 4. August bis zum 22. September 1891 Kommandant des Panzerkanonenbootes Viper. Anschließend absolvierte Dick zur weiteren Ausbildung den I. und II. Coetus an der Marineakademie. Ab dem 1. April 1893 war er zum Stab des Oberkommandos der Marine kommandiert. Unter Entbindung von diesem Kommando wurde er am 1. Mai 1896 zum Kommandanten der Grille ernannt und war von September 1896 bis April 1897 sowie anschließend bis Mitte September 1897 Erster Offizier auf den Schulschiffen Stosch und Charlotte. In gleicher Eigenschaft wurde er auf die Baden versetzt und am 17. Januar 1898 zum Korvettenkapitän befördert. Vom 1. April 1898 bis zum 13. März 1899 war Dick erneut zum Stab des Oberkommandos der Marine kommandiert und fungierte während der Herbstübungen 1898 zugleich als Chef des Stabes des neu zu bildenden II. Geschwaders. Anschließend folgte eine Verwendung im Admiralstab der Marine und während der Herbstübung 1900 war er erneut Chef des Stabes des II. Geschwaders unter dem Kommando des Inspekteurs des Bildungswesens Konteradmiral Volkmar von Arnim. Von Oktober 1901 war Dick für ein Jahr Kommandant des Küstenpanzerschiffes Hagen, wurde im März mit dem Komturkreuz des Franz-Joseph-Ordens auszeichnet und am 15. April 1902 zum Fregattenkapitän befördert. Am 21. September 1902 trat er die Ausreise nach Kōbe an, um Anfang Dezember für ein Jahr auf dem Ostasiengeschwader gehörenden Kleinen Kreuzer Thetis das Kommando zu übernehmen. Über Nagasaki kehrte er dann nach Deutschland zurück, wurde in das Reichsmarineamt kommandiert und am 16. Januar 1904 zum Abteilungsvorstand im Admiralstab der Marine in Berlin ernannt. Dick wurde am 27. Januar 1904 Kapitän zur See und war ab 30. September 1906 Kommandant des Linienschiffes Hessen. In dieser Eigenschaft erhielt er Mitte September 1907 die Erlaubnis zur Annahme des Sankt-Stanislaus-Orden II. Klasse mit Stern und avancierte am 12. September 1908 zum Konteradmiral. Daran schloss sich ab dem 1. Oktober 1908 eine Verwendung als Oberwerftdirektor der Kaiserlichen Werft Wilhelmshaven an.
Am 29. August 1910 wurde Dick zum Direktor des Werftdepartements im Reichsmarineamt ernannt und wirkte bis 1914 zugleich auch als stellvertretender Bevollmächtigter zum Bundesrat. Er stieg am 22. März 1911 zum Vizeadmiral auf, erhielt am 12. April 1913 die Erlaubnis zur Annahme des Komturkreuzes I. Klasse des Friedrichs-Ordens und wurde anlässlich des Ordensfestes im Januar 1914 mit dem Kronen-Orden I. Klasse ausgezeichnet. Nach dem Beginn des Ersten Weltkriegs avancierte er am 17. September 1914 zum Admiral. In Genehmigung seines Abschiedsgesuches wurde Dick unter Verleihung des Roten Adlerorden I. Klasse am 4. April 1916 mit der gesetzlichen Pension zur Disposition gestellt.
Karl Dick kann zur sogenannten „Torpedobande“ (engl. „Torpedo Gang“) um Alfred Tirpitz gezählt werden, welche das Torpedowesen der Kaiserlichen Marine maßgeblich beeinflusste und taktisch lenkte.

## Schriften
- gemeinsam mit Otto Kretschmer: Handbuch der Seemannschaft. Mittler & Sohn, Berlin 1892; 2. Auflage, 1899; 3. Auflage, 1902.
- Leitfaden der Seemannschaft. Auf Veranlassung der Inspektion des Bildungswesens der Marine für den Gebrauch an der Marineschule und im Seeoffizierkorps. Mittler & Sohn, 1909; in mehreren Auflagen; 3. Auflage, 1927:
- Das Kreuzergeschwader, sein Werden, Sieg und Untergang. Mittler & Sohn, Berlin 1917.
- Der deutsche U-Bootbau vor dem Kriege. 1918.
- Die flandrische Küste im Weltkriege. 1918.